# Pathum Thani (provins)
Pathum Thani er en provins i Thailand. Hovedstaden i provinsen er Pathum Thani og den største by i provinsen er Ban Rangsit
Provinsen ligger nord for Bangkok og er en del af Bangkoks storbyområde
14°01′15″N 100°31′29″Ø / 14.020833333333°N 100.52472222222°Ø